# Camponotus storeatus
Camponotus storeatus  (лат.) — вид муравьёв рода кампонотус (Camponotus) из подсемейства формицины (Formicinae).

## Распространение
Африка: ЮАР.

## Описание
Муравьи среднего размера (около 1 см), основная окраска красновато-бурая (брюшко чёрное). Отличается острыми плечами переднеспинки. Брюшко покрыто золотистыми волосками. Ширина головы крупных рабочих от 3,05 до 5,47 мм, длина головы от 3,30 до 5,04 мм.
Проподеум округлый, без шипиков. Максиллярные щупики у самок, рабочих и самцов состоят из 6 члеников, а лабиальные — из 4. Глаза расположены позади средней линии головы. Места прикрепления усиков находятся на некотором расстоянии от заднего края наличника. Тазики задних ног сближенные. Усики 12-члениковые у самок и рабочих и 13-члениковые у самцов. Кончик брюшка открывается трубковидным отверстием (ацидопора), окруженным группой волосков. Стебелёк между грудкой и брюшком состоит из одного членика (петиоль), как правило, с вертикальной чешуйкой. Гнёзда в почве под камнями
. Вид был впервые описан в 1910 году швейцарским энтомологом Огюстом Форелем. Включён в состав подрода Myrmopiromis и видовой группы Camponotus fulvopilosus species group вместе с видами C. brevisetosus, C. detritus.